# 호조 다미오

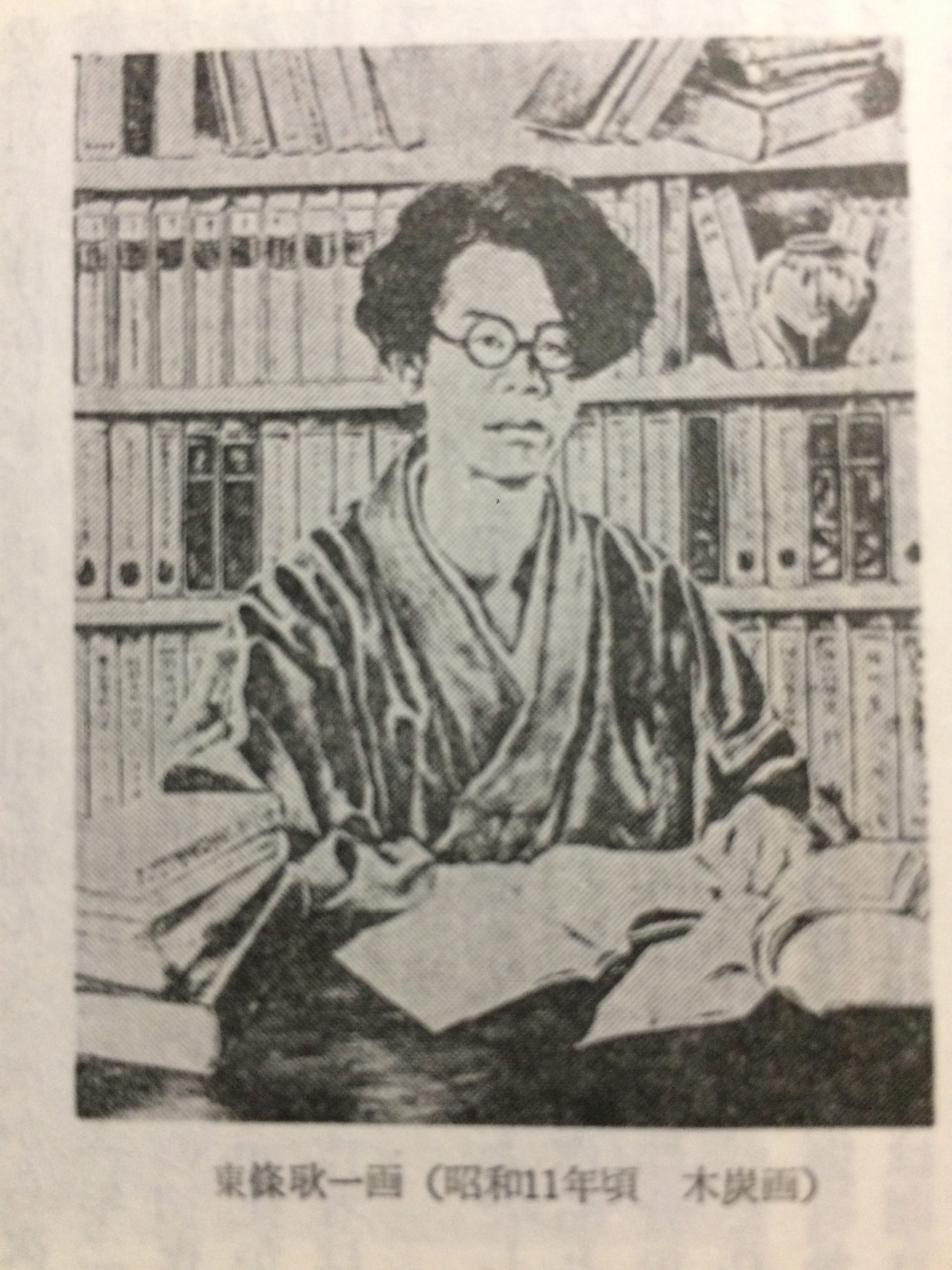
호조 다미오

호조 다미오(北條民雄, 1914년 9월 22일 ~ 1937년 12월 5일, 본명: 시치조 데루지(七條晃司)는 도쿠시마현 출신의 소설가이다.

## 생애
제1차 세계대전이 발발하던 1914년에 조선 경성부 한강도에서 태어났다. 당시 그의 아버지는 육군 경리부 소속으로 조선 경성부에서 근무하고 있었다. 열아홉 살이 되던 1933년 도쿠시마 시내 병원에서 한센병 진단을 받았고, 이듬해인 1934년 한센병 수용 시설인 전생원에 아버지의 손에 이끌려 입소했다. 입소 전 시치조 집안의 호적에서 제적당하는 수모를 겪었다.
문학을 갈망하던 호조 다미오는 요양소 내에서 발행하던 기관지 《야마자쿠라》의 7월호에 〈동정기〉를 발표한다. 한센병을 진단받고 화엄 폭포로 자살하러 갔던 일을 다룬 짧은 글이었다. 이때 필명은 자신의 기숙사 이름을 따서 지치부라고 했다.
1934년 8월에 가와바타 야스나리에게 처음으로 편지를 보낸다. 이후 가와바타의 극진한 격려 속에 〈생명의 초야〉가 탄생한다. 〈생명의 초야〉는 1936년 《문학계》 2월호에 게재되어 제2회 문학계상을 수상했으며 제3회 아쿠타가와상 후보에 올랐다. 이 작품과 함께 ‘호조 다미오’라는 필명도 세상에 나왔다.
문단에 등단한 지 얼마 안 되어 호조 다미오는 자살을 결심하고 요양소를 빠져나온다. 친구 집에 머물면서 가와바타와 절친한 친구였던 도조에게 괴로운 심정을 담은 편지를 보냈는데, 그들로부터 진심 어린 답장을 받고 크게 감동하여 돌아온다. 그 후 새로운 작품 창작에 매진한다. 1936년 여름부터 급격히 쇠약해졌으나 〈나병원 수태〉,〈안대기〉, 〈나병원 기록〉을 연이어 발표한다. 같은 해 12월 초에는 생전에 간행된 유일한 단행본인 《생명의 초야》가 가와바타의 손을 거쳐 쇼겐샤에서 출판된다.
12월 말 호조 다미오는 극심한 신경통으로 몸져눕게 된다. 이듬해 일시 귀성을 목적으로 외출했지만, 고베, 오사카, 도쿄 등을 방황하다가 요양소로 발걸음을 돌린다. 4월경 호조는 〈소극〉의 원고를 완성하여 가와바타에게 보냈는데, 몸을 혹사한 탓인지 만성 신경증과 결핵으로 고생하다가 결핵 병동으로 들어가게 된다.
도조 고이치가 쓴 〈임종기〉에 따르면 호조 다미오는 죽기 2∼3일 전 “나는 죽음 따위는 두렵지 않아. 이미 준비는 되어 있어. 단지 내가 쓰지 않으면 안 되는 것을 못 쓰고 간다는 것이 애석할 뿐이야”라는 말을 남겼다. 극심한 통증과 싸우던 호조는 1937년 12월 5일 새벽 “나는 회복한다, 나는 회복한다, 단언컨대 회복한다”라는 마지막 말을 남긴다. 그의 마지막 식사는 칡가루와 설사를 막는 데 쓰는 생약을 섞어서 갠 유동식이었다. 호조는 그날 새벽 5시 35분 9호 병실에서 눈을 감았다. 사인은 장결핵과 폐결핵이었다.
창작 기간이 단 3년에 불과함에도 〈나병원 기록〉, 〈나병 가족〉, 〈눈보라의 첫울음〉, 〈마키 노인〉, 〈생명의 초야〉, 〈망향가〉, 〈소극〉, 〈동정기〉, 〈안대기〉, 《호랑가시나무 울타리 안에서》, 〈발병했을 때〉 등의 주옥같은 작품을 남겼다.